# Symkaria

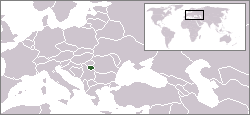
Ubicación Symkaria, creada por un fan.

Symkaria es un país ficticio de Europa del Este que aparece en los cómics estadounidenses publicados por Marvel Comics. El país fue creado por Tom DeFalco para el Universo Marvel. Es uno de los varios países ficticios de Europa del Este creados para Marvel Comics. El país ficticio se conoce principalmente como el hogar de Silver Sable y el equipo de Grupo Salvaje, aunque se usa en todo el Universo Marvel. El país ha aparecido en números de Silver Sable, Silver Sable y el Grupo Salvaje, The Amazing Spider-Man, Thunderbolts, Citizen V y el V-Battalion, y otros cómics publicados por Marvel Comics.

## Historial de publicación
Symkaria se menciona por primera vez en The Amazing Spider-Man # 265 (junio de 1985) en relación con la aparición del personaje Silver Sable. No se muestra mucho sobre el país en los primeros cómics, aparte de que tiene una embajada en la ciudad de Nueva York y es parte de las Naciones Unidas dentro del Universo Marvel. No es hasta The Amazing Spider-Man # 322 (1989) que Symkaria aparece en los cómics. El país se amplió con la creación de la serie de cómics Silver Sable en 1992. Ubicaciones dentro del país ficticio, como Castillo Sable, su capital, Aniana, y su ubicación junto a Latveria, se muestran en la serie Silver Sable.
Symkaria permaneció asociado con el personaje Silver Sable hasta el año 2000, cuando se expandió para incluirlo en la serie de cómics Thunderbolts. El país ficticio se ha incluido desde entonces en varias series de cómics como parte del Universo Marvel.

## Lugar ficticio
Symkaria generalmente se presenta como una pequeña nación en Europa del Este que limita con Latveria. Symkaria se usa como el hogar del luchador criminal y mercenario, Silver Sable y su Grupo Salvaje. El Grupo Salvaje es una fuerza mercenaria, que se centra en misiones humanitarias y de caza nazi, y es una de las principales fuerzas económicas de la nación. Symkaria también se usa como el hogar del Batallón V, una organización secreta dedicada a proteger el mundo a cualquier costo. En muchas líneas de historia, Symkaria está liderado por una familia real que ha gobernado más o menos benevolentemente durante tres siglos. Es reconocido por las Naciones Unidas del Universo Marvel.

## Historia ficticia
Symkaria fue el anfitrión de otro grupo de mercenarios llamado 'El Círculo'. Operaban desde una cadena de islas en medio del "Lago Symkaria".

### Versión Alternativa
En una continuidad alternativa, donde los Transformers interactúan con el Universo Marvel, Symkaria y Latveria casi van a la guerra. Los dos países son los anfitriones de una batalla entre los Vengadores y los Transformers.

## Información de la nación ficticia
- Nombre oficial: Reino de Symkaria[4]
- Ubicación: Los Balcanes, cerca de Transilvania y Latveria.
- Estructura de gobierno: monarquía parlamentaria, con un sistema de tres partidos peyorroso. El monarca actual de Symkaria es el rey Stefan, y su primer ministro es Alphonse Gallatik.
- Capital City: Aniana
- Población: 1,500,000.